# Distrito electoral federal 4 del estado de México
El IV Distrito electoral federal de estado de México es uno de los 300 distritos electorales en los que se encuentra dividido el territorio de México para la elección de diputados federales y uno de los 40 en los que se divide el Estado de México. 
Desde 2022 el distrito electoral está conformado únicamente por el Municipio de Nicolás Romero. Lo conforman 110 secciones electorales.

## Distritaciones anteriores

### Distritación 1996 - 2005
Entre 1996 a 2005 el territorio distrital se encontraba en la zona norte del Estado de México, su territorio era mayor siendo conformado por los municipios de Chapa de Mota, Nicolás Romero, Tepotzotlán y Villa del Carbón. Su cabecera era Nicolás Romero.

### Distritación 2005 - 2017
En el periodo de 2005 a 2017 el territorio del distrito electoral fue conformado por los municipios de Nicolás Romero y la mitad occidental del municipio de Cuautitlán Izcalli. Su cabecera fue Ciudad Nicolás Romero.

### Distritación 2017 - 2022
Tras la distritación electoral nacional de 2014-2017 llevada a cabo por el Instituto Nacional Electoral el territorio del distrito electoral fue conformado por los municipios de Isidro Fabela y Nicolás Romero. La cabecera distrital fue Ciudad Nicolás Romero.

## Diputados por el distrito
| Legislatura   | Periodo                                           | Diputado                         | Grupo parlamentario                  |
| ------------- | ------------------------------------------------- | -------------------------------- | ------------------------------------ |
| I             | 7 de diciembre de 1857-17 de mayo de 1861         |                                  |                                      |
| II            | mayo de 1861-mayo de 1863                         |                                  |                                      |
| III           | 20 de octubre de 1863-1865                        |                                  |                                      |
| IV            | 5 de noviembre de 1867-14 de septiembre de 1868   |                                  |                                      |
| V             | 15 de septiembre de 1869-15 de septiembre de 1871 |                                  |                                      |
| VI            | 15 de septiembre de 1871-15 de septiembre de 1873 |                                  |                                      |
| VII           | 15 de septiembre de 1873-15 de septiembre de 1875 |                                  |                                      |
| VIII          | 15 de septiembre de 1875-22 de mayo de 1878       |                                  |                                      |
| IX            | 2 de septiembre de 1878-15 de septiembre de 1880  |                                  |                                      |
| X             | 16 de septiembre de 1880-15 de septiembre de 1882 |                                  |                                      |
| XI            | 16 de septiembre de 1882-15 de septiembre de 1884 |                                  |                                      |
| XII           | 16 de septiembre de 1884-15 de septiembre de 1886 |                                  |                                      |
| XIII          | 16 de septiembre de 1886-15 de septiembre de 1888 |                                  |                                      |
| XIV           | 16 de septiembre de 1888-15 de septiembre de 1890 |                                  |                                      |
| XV            | 16 de septiembre de 1890-15 de septiembre de 1892 |                                  |                                      |
| XVI           | 16 de septiembre de 1892-15 de septiembre de 1894 |                                  |                                      |
| XVII          | 16 de septiembre de 1894-15 de septiembre de 1896 |                                  |                                      |
| XVIII         | 16 de septiembre de 1896-15 de septiembre de 1898 |                                  |                                      |
| XIX           | 16 de septiembre de 1898-15 de septiembre de 1900 |                                  |                                      |
| XX            | 16 de septiembre de 1900-15 de septiembre de 1902 |                                  |                                      |
| XXI           | 16 de septiembre de 1902-15 de septiembre de 1904 |                                  |                                      |
| XXII          | 16 de septiembre de 1904-15 de septiembre de 1906 |                                  |                                      |
| XXIII         | 16 de septiembre de 1906-15 de septiembre de 1908 |                                  |                                      |
| XXIV          | 16 de septiembre de 1908-15 de septiembre de 1910 |                                  |                                      |
| XXV           | 16 de septiembre de 1910-15 de septiembre de 1912 |                                  |                                      |
| XXVI          | 16 de septiembre de 1912-10 de octubre de 1913    | Guillermo Ordorica               |                                      |
| XXVI (bis)    | 16 de noviembre de 1913-5 de agosto de 1914       |                                  |                                      |
| Constituyente | 1 de diciembre de 1916-5 de febrero de 1917       | Guillermo Ordorica               |                                      |
| XXVII         | 15 de abril de 1917-31 de agosto de 1918          | Guillermo Ordorica               |                                      |
| XXVIII        | 1 de septiembre de 1918-31 de agosto de 1920      |                                  |                                      |
| XXIX          | 1 de septiembre de 1920-31 de agosto de 1922      |                                  |                                      |
| XXX           | 1 de septiembre de 1922-31 de agosto de 1924      | David Montes de Oca              |                                      |
| XXXI          | 1 de septiembre de 1924-31 de agosto de 1926      |                                  |                                      |
| XXXII         | 1 de septiembre de 1926-31 de agosto de 1928      |                                  |                                      |
| XXXIII        | 1 de septiembre de 1928-31 de agosto de 1930      |                                  |                                      |
| XXXIV         | 1 de septiembre de 1930-31 de agosto de 1932      |                                  |                                      |
| XXXV          | 1 de septiembre de 1932-31 de agosto de 1934      |                                  |                                      |
| XXXVI         | 1 de septiembre de 1934-31 de agosto de 1937      |                                  |                                      |
| XXXVII        | 1 de septiembre de 1937-31 de agosto de 1940      |                                  |                                      |
| XXXVIII       | 1 de septiembre de 1940-31 de agosto de 1943      |                                  |                                      |
| XXXIX         | 1 de septiembre de 1943-31 de agosto de 1946      |                                  |                                      |
| XL            | 1 de septiembre de 1946-31 de agosto de 1949      |                                  |                                      |
| XLI           | 1 de septiembre de 1949-31 de agosto de 1952      |                                  |                                      |
| XLII          | 1 de septiembre de 1952-31 de agosto de 1955      |                                  |                                      |
| XLIII         | 1 de septiembre de 1955-31 de agosto de 1958      | Mario Colín Sánchez              | Partido Revolucionario Institucional |
| XLIV          | 1 de septiembre de 1958-31 de agosto de 1961      | Fernando Guerrero Esquivel       | Partido Revolucionario Institucional |
| XLV           | 1 de septiembre de 1961-31 de agosto de 1964      | Benito Sánchez Henkel            | Partido Revolucionario Institucional |
| XLVI          | 1 de septiembre de 1964-31 de agosto de 1967      | Guillermo Molina Reyes           | Partido Revolucionario Institucional |
| XLVII         | 1 de septiembre de 1967-25 de septiembre de 1969  | Ignacio Pichardo Pagaza          | Partido Revolucionario Institucional |
| XLVII         | 25 de septiembre de 1969-31 de agosto de 1970     | José Gil Valdéz                  | Partido Revolucionario Institucional |
| XLVIII        | 1 de septiembre de 1970-31 de agosto de 1973      | Alfonso Solleiro Landa           | Partido Revolucionario Institucional |
| XLIX          | 1 de septiembre de 1973-31 de agosto de 1976      | Alfonso Gómez de Orozco          | Partido Revolucionario Institucional |
| L             | 1 de septiembre de 1976-31 de agosto de 1979      | Arturo Medina Legorreta          | Partido Revolucionario Institucional |
| LI            | 1 de septiembre de 1979-31 de agosto de 1982      | José Merino Mañón                | Partido Revolucionario Institucional |
| LII           | 1 de septiembre de 1982-31 de agosto de 1985      | Irma Zárate Pineda               | Partido Revolucionario Institucional |
| LIII          | 1 de septiembre de 1985-31 de agosto de 1988      | Laura Pavón Jaramillo            | Partido Revolucionario Institucional |
| LIV           | 1 de septiembre de 1988-31 de octubre de 1991     | Agustín Gasca Pliego             | Partido Revolucionario Institucional |
| LV            | 1 de noviembre de 1991-31 de octubre de 1994      | Laura Pavón Jaramillo            | Partido Revolucionario Institucional |
| LVI           | 1 de noviembre de 1994-31 de agosto de 1997       | Manuel Hinojosa Juárez           | Partido Revolucionario Institucional |
| LVII          | 1 de septiembre de 1997-15 de abril de 1999       | Fernando Castro Suárez           | Partido Revolucionario Institucional |
| LVII          | 15 de abril de 1999-25 de agosto de 1999          | José Zuppa Núñez                 | Partido Revolucionario Institucional |
| LVII          | 25 de agosto de 1999-15 de marzo de 2000          | Fernando Castro Suárez           | Partido Revolucionario Institucional |
| LVII          | 15 de marzo de 2000-31 de agosto de 2000          | José Zuppa Núñez                 | Partido Revolucionario Institucional |
| LVIII         | 1 de septiembre de 2000-8 de enero de 2003        | Rafael Barrón Romero             | Partido Acción Nacional              |
| LVIII         | 8 de enero de 2003-10 de marzo de 2003            | Vacante                          | Partido Acción Nacional              |
| LVIII         | 10 de marzo de 2003-16 de agosto de 2003          | Rafael Barrón Romero             | Partido Acción Nacional              |
| LVIII         | 16 de agosto de 2003-31 de agosto de 2003         | Vacante                          | Partido Acción Nacional              |
| LIX           | 1 de septiembre de 2003-31 de agosto de 2006      | Raúl Leonel Paredes Vega         | Partido Acción Nacional              |
| LX            | 1 de septiembre de 2006-21 de abril de 2009       | Constantino Acosta Dávila        | Partido Acción Nacional              |
| LX            | 21 de abril de 2009-6 de julio de 2009            | Erika Galván Rivas               | Partido Acción Nacional              |
| LX            | 6 de julio de 2009-31 de agosto de 2009           | Constantino Acosta Dávila        | Partido Acción Nacional              |
| LXI           | 1 de septiembre de 2009-29 de abril de 2012       | Elvia Hernández García           | Partido Revolucionario Institucional |
| LXI           | 29 de abril de 2012-3 de julio de 2012            | Vacante                          | Partido Revolucionario Institucional |
| LXI           | 3 de julio de 2012-31 de agosto de 2012           | Elvia Hernández García           | Partido Revolucionario Institucional |
| LXII          | 1 de septiembre de 2012-2 de marzo de 2015        | Angelina Carreño Mijares         | Partido Revolucionario Institucional |
| LXII          | 5 de marzo de 2015-31 de agosto de 2015           | Elizabeth Flores Vázquez         | Partido Revolucionario Institucional |
| LXIII         | 1 de septiembre de 2015-11 de abril de 2018       | María Monserrath Sobreyra Santos | Partido Revolucionario Institucional |
| LXIII         | 11 de abril de 2018-17 de abril de 2018           | Vacante                          | Partido Revolucionario Institucional |
| LXIII         | 17 de abril de 2018-31 de agosto de 2018          | María Monserrath Sobreyra Santos | Partido Revolucionario Institucional |
| LXIV          | 1 de septiembre de 2018-21 de diciembre de 2020   | Nelly Carrasco Godínez           | Movimiento Regeneración Nacional     |
| LXIV          | 13 de enero de 2021-16 de febrero de 2021         | Rosario Cruz Salinas             | Movimiento Regeneración Nacional     |
| LXIV          | 16 de febrero de 2021-31 de agosto de 2021        | Nelly Carrasco Godínez           | Movimiento Regeneración Nacional     |
| LXV           | 1 de septiembre de 2021-13 de septiembre de 2023  | Nelly Carrasco Godínez           | Movimiento Regeneración Nacional     |
| LXV           | 19 de septiembre de 2023-31 de agosto de 2024     | Ma. Cristina Vargas Osnaya       | Movimiento Regeneración Nacional     |
| LXVI          | 1 de septiembre de 2024-                          | Melva Carrasco Godínez           | Movimiento Regeneración Nacional     |

## Resultados Electorales

### Elecciones de 2024
|  | 54.96 % |

|  | 30.76 % |

|  | 11.17 % |

|  | 0.09 % |

|  | 3.02 % |

|  | 100.0 % |

|  | 59.62 % |

### Elecciones de 2021
|  | 40.04 % |

|  | 27.91 % |

|  | 16.59 % |

|  | 3.84 % |

|  | 2.93 % |

|  | 2.33 % |

|  | 2.27 % |

|  | 1.48 % |

|  | 0.07 % |

|  | 2.54 % |

|  | 100.00 % |

|  | 53.28 % |

### Elecciones de 2018
|  | 51.43 % |

|  | 24.17 % |

|  | 21.64 % |

|  | 0.06 % |

|  | 2.70 % |

|  | 100.00 % |

|  | 65.96 % |

### Elecciones de 2009
|  | Partido Acción Nacional                        |  | Carmen Estela Alcántara Lozano |
|  | Coalición Primero México (PRI, PVEM)           |  | Elvia Hernández García         |
|  | Partido de la Revolución Democrática           |  | Javier Brito Reza              |
|  | Coalición Salvemos a México (PT, Convergencia) |  | José Antonio Vergara Martínez  |
|  | Partido Nueva Alianza                          |  | Gilberto Alviso Tenorio        |
|  | Partido Socialdemócrata                        |  | Israel Hernández Cid           |